# Seznam senegalskih kardinalov
Seznam senegalskih kardinalov in dakarskih nadškofov.

## L
- Marcel-François Lefebvre (kasneje "razkolniški" škof-ni bil kardinal)

## N
- Benjamin Ndiaye - nadškof (še ni kadinal)

## S
- Théodore-Adrien Sarr (od 2007)

## T
- Hyacinthe Thiandoum